# Pracovníci v sociálních službách
Pracovník v sociálních službách je člověk, který vykonává odbornou činnost v sociálních službách. Řídí se zákonem 108/2006 Sb. O sociálních službách. Podmínkou pro výkon pracovníka v sociálních službách je bezúhonnost, pracovní způsobilost a odborná způsobilost. Často se pojem pracovník v sociálních službách plete s pojmem sociální pracovník.

## Definice
V sociálních službách vykonávají odbornou činnost:
- sociální pracovníci

- pracovníci v sociálních službách

- zdravotničtí pracovníci

- pedagogičtí pracovníci

- manželští a rodinní poradci a další odborní pracovníci, kteří přímo poskytují sociální služby [2].

Naplní práce pracovníka v sociálních službách je přímá obslužná péče o osoby, tedy pomoc s běžnými denními činnostmi. Dále základní výchovná nepedagogická činnost, například rozvíjení společenských zájmů klientů. V neposlední řadě pečují o osoby v jejich domovech a vykonávají různé činnosti pod dohledem sociálního pracovníka 

## Odborná způsobilost pro výkon pracovníka v sociálních službách
Pracovník v sociálních službách dosáhne potřebného vzdělání pro svoji práci absolvováním kvalifikačního kurzu. Absolvovat se může na úřadu práce a v organizacích, které nabízejí akreditované rekvalifikační a vzdělávací kurzy.  Základní část kurzu má 150 hodin. Celkový počet hodin kurzu se zvyšuje podle odborného zaměření účastníků kurzu . 

## Náplň práce pracovníka v sociálních službách
Pracovníci v sociálních službách vykonávají:
obslužnou péči o osoby
Vykonává se v ambulantních a pobytových zařízeních sociálních služeb. Jedná se o pomoc klientům při denních činnostech, pomoc při osobní hygieně a oblékaní, manipulaci s přístroji, pomůckami, prádlem, udržování čistoty a osobní hygieny, posilování životní aktivizace, podporu soběstačnosti, uspokojování psychosociálních potřeb a vytváření základních sociálních a společenských kontaktů.
základní výchovnou nepedagogickou činnost
Jedná se o prohlubování a upevňování základních hygienických a společenských návyků klientů, působení na vytváření a rozvíjení pracovních návyků klientů, manuální zručnosti a pracovní aktivity klientů, provádění volnočasových aktivit zaměřených na rozvíjení osobnosti, zájmů a znalostí, zabezpečování zájmové a kulturní činnosti.
pečovatelskou činnost v domácnosti osoby
Vykonává se v domácnosti klienta. Spočívá ve vykonávání prací spojených s přímým stykem s osobami s fyzickými a psychickými obtížemi, komplexní péči o jejich domácnost, zajišťování sociální pomoci, poskytování pomoci při vytváření sociálních a společenských kontaktů a psychické aktivizaci, organizační zabezpečování a komplexní koordinování pečovatelské činnosti a provádění osobní asistence.
činnosti vykonávané pod dohledem sociálního pracovníka
Jedná se o základní sociální poradenství, depistážní činnosti (= vyhledávání osob ohrožených sociálním vyloučením), výchovné, vzdělávací a aktivizační činnosti (= zajištění co nejvyšší kvality života klientům), činnosti při zprostředkování kontaktu se společenským prostředím, činnosti při poskytování pomoci při uplatňování práv a oprávněných zájmů a při obstarávání osobních záležitostí 

## Předpoklady pro výkon činnosti
Hlavním předpokladem je profesionalita v péči o klienta. Pracovníkům jde o blaho klienta, o jeho zájmy a pracovník musí klienta respektovat a podporovat. Dalším předpokladem je zásada, že pracovník nedává přednost jednomu klientovi před druhým podle svých sympatií. K obecným profesním předpokladům pro výkon pracovníka v sociálních službách patří empatie, úcta ke klientovi, citlivost a zájem o druhé 
Zásady pro každodenní práci pracovníka v sociálních službách
Důležitou zásadou je naslouchat. Bez naslouchání není možná kvalitně poskytovaná péče. K dalším důležitým zásadám patří brát vážně, nepodléhat předsudkům, zaměřit se na prožitek, povzbuzovat, podporovat, poskytovat přehledně možnosti volby, poskytovat opěrné body pro samostatné jednání, podávat jasné informace, být konkrétní a nalézt společnou řeč s klientem 

## Možná rizika povolání
Syndrom vyhoření
Syndrom vyhoření je psychický stav u lidí, kteří vykonávají pomáhající povolání, tedy práci s lidmi. Může se jednat o emoční nebo celkové vyčerpání. Nejčastějšími příznaky jsou stres, únava, úzkosti a deprese. Syndromu vyhoření se alespoň trochu může předejít pomocí psychohygieny .